# Kraftwerk Rosenburg
Das Kraftwerk Rosenburg ist ein Laufwasserkraftwerk der evn naturkraft am Kamp in Rosenburg-Mold im Bundesland Niederösterreich.

## Geschichte
Nach einer etwa achtmonatigen Bauzeit wurde gegenüber der „Rauschermühle“ das „Elektrizitätswerk Stadt Horn“ am 18. Jänner 1908 eröffnet. Eine Francis-Turbine von Voith mit einer Leistung von 340 kW treibt einen Synchrongenerator (300/min, 470 kVA, 5,3 kV) an. Im Jahr 1922 wurde die Niederösterreichische Elektrizitätswirtschafts-Aktiengesellschaft NEWAG gegründet. Das Kraftwerk wurde im Jahr 1933 modernisiert und erweitert: Eine zweite Turbine mit 600 kW und ein zweiter Generator (mit 300/min, 915 kVA, 5,25 kV) wurden installiert. 
Bei den Hochwasser-Ereignissen am Kamp in den Jahren 1941, 1944, und dem Kamp-Hochwasser im Jahr 2002 wurde das Kraftwerk beschädigt. Im Jahr 2003 wurde eine Fischaufstiegshilfe mit einer Dotationswassermenge von 210 l/s errichtet.

## Anlage
Jenseits des Umlaufberges wird der Kamp aufgestaut und mittels Stollen zum Krafthaus geführt.

## Ausbau
Ein geplanter Ausbau der Kraftwerkskette am Kamp im Jahr 1981 mit Anhebung der Staumauer in Rosenburg auf 22 m wurde nach Protesten aufgegeben.
Im Jahr 2015 analysierte ein Planungsbüro Varianten zur Sanierung bzw. zur Modernisierung des Kraftwerks Rosenburg. Die EVN AG reichte im Jahr 2017 ein Projekt zur Umweltverträglichkeitsprüfung ein. Dabei sollte laut den Plänen die Höhe des Stauwehres von vier auf 5,6 m erhöht werden, indem das Flussbett des Kamp unterhalb des Kraftwerkes auf einer Länge von über einem Kilometer bis zu 1,5 m tief eingetieft bzw. abgegraben werden sollte. Der Niederösterreichische Naturschutzbund, WWF Österreich sowie verschiedene Bürgerinitiativen versuchen das Projekt zu verhindern. Im Jänner 2024 zog die EVN die Ausbaupläne überraschend zurück, weil eine langwierige UVP mit Einsprüchen befürchtet wurde. Stattdessen soll die Anlage ohne größere Eingriffe in die Natur modernisiert werden.